# Bistum Verden

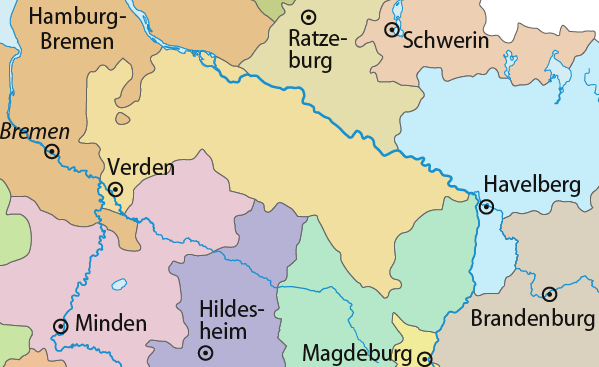
Bistum Verden

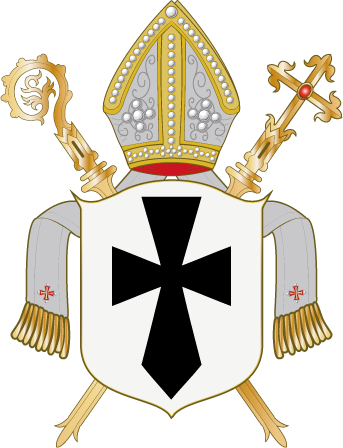
Wappen des Bistums Verden

Das Bistum Verden (lateinisch Dioecesis Fardensis) war ein römisch-katholisches Bistum im heutigen Niedersachsen und kleinen angrenzenden Gebieten. Es wurde um 850 in der Stadt Verden an der Aller gegründet und gehörte zur Kirchenprovinz Mainz. Erster Bischof war wahrscheinlich Suitbert der Jüngere. Letzter römisch-katholischer Fürstbischof war Franz Wilhelm von Wartenberg, dem noch drei lutherische Administratoren folgten. Hauptkirche war der Dom zu Verden.

## Domkapitel
Seine Mitglieder ergänzte das Kapitel selbständig. Zu den Kapitularen gehörten als besondere Amtsträger Propst, Dekan, Scholaster, Kellner, Kantor und Thesaurar. Ab dem Jahre 1275 war die Anzahl der Kapitulare auf 16 festgelegt, von denen die fünf ältesten die Priesterweihe, die fünf mittleren die Diakonenweihe und die fünf jüngsten die Subdiakonenweihe besitzen mussten. Einen Sonderstatus hatte als 16. Mitglied der Propst von St. Johannis in Lüneburg. Gegen Ende des 15. Jahrhunderts kamen dazu nicht weniger als 48 Domvikare, an deren Spitze die beiden Bischofsvikare standen.
Von den acht Archidiakonaten waren mehrere dem Domkapitel inkorporiert.

## Entwicklung
Drei frühe Bischöfe, Spatto, Tancho und Harud, waren zugleich Äbte in der Benediktinerabtei Neustadt am Main und im Kloster Amorbach. Die meisten dieser Bischöfe wurden unter den Mönchen der Reichsabtei Corvey ausgewählt. Ende des 10. Jahrhunderts erhielt der Bischof in seinem Diözesangebiet weltliche Besitzungen im Sturmigau, die Tammo von Verden bei Zerschlagung Sachsens 1180 aus diesem als geistliches Territorium Hochstift Verden herauslöste und so als erster Fürstbischof seinem Bischofsstuhl gewann. Sein Nachfolger Rudolf von Verden sicherte 1195 das Hochstift durch seine Burg in Rotenburg an der Wümme. Während das Diözesangebiet im Hochstift mit diesem zum Reichskreis Niederrhein-Westfalen zählte, gehörte das übrige Diözesangebiet überwiegend zum Fürstentum Lüneburg und zu etwa 10 % zum Erzstift Bremen (3. Meile des Alten Landes und Buxtehude mit Hinterland) und war damit Teil des Niedersächsischen Reichskreises. Ein kleinerer Teil des Diözesangebietes in der Altmark (z. B. Arendsee) gehörte zum Obersächsischen Reichskreises.
Seit 1558 traten verstärkt reformatorische Einflüsse auf. Durch Erlass einer Kirchenordnung durch den Administrator Eberhard von Holle, zugleich Fürstbischof von Lübeck, wurde die Reformation zunächst 1568 abgeschlossen.
Die folgenden sechs Erwählten Bischöfe des Bistums Verden fungierten ohne päpstliche Anerkennung als Bischöfe und regierten auch mit dem Titel eines Fürstbischofs das Hochstift. Im Dreißigjährigen Krieg gab es nach den ersten drei lutherischen Bischöfen in Verden von 1630 bis 1631 als Folge des umstrittenen Restitutionsedikts mit Fürstbischof Franz Wilhelm von Wartenberg erneut und letztmals ein kurzes Intermezzo als römisch-katholisches Bistum, ehe das ohnehin lutherische Gebiet bis auf Weiteres ohne eigene katholische Hierarchie blieb.
Durch den Westfälischen Frieden fiel das niederrheinisch-westfälische Hochstift Verden schließlich als Reichslehen im Range eines Fürstentums an die schwedische Krone, die es mit dem niedersächsischen Herzogtum Bremen über die Grenzen der Reichskreise hinweg den Rangunterschied begrifflich nivellierend als Herzogtümer Bremen-Verden gemeinsam regierte. Die schwedische Obrigkeit richtete 1651 als neue, nunmehr lutherische brem-verdensche Landeskirche die Generaldiözese Bremen-Verden mit Konsistorium in Stade ein. Diese wurde 1867 Teil der hannoverschen Landeskirche.
Nachdem das Diözesangebiet seit 1631 ohne katholische Hierarchie und Priesterschaft war, übertrug der Heilige Stuhl 1669 die Betreuung der römisch-katholischen Christen dort dem Apostolischen Vikariat des Nordens. In den Jahren von 1709 bis 1780 gehörte Verdens ehemaliges Diözesangebiet zum Apostolischen Vikariat Ober- und Niedersachsen, danach aber wieder zum Vikariat des Nordens. Im Jahre 1821 kam der altmärkische, kleine Teil von Verdens Diözesangebiet ans (Erz-[ab 1930])Bistum Paderborn (seit 1994 an dessen neues Suffraganbistum Magdeburg), der hannoversche, überwiegende Teil von Verdens Diözesangebiet kam 1824 ans Bistum Hildesheim. Im Jahr 1894 wurde in Verden die Propsteikirche Sankt Josef nach einjähriger Bauzeit geweiht.

## Wappen
Blasonierung: „In Silber ein schwarzes fußgespitzes Tatzenhochkreuz (sogenanntes „Nagelkreuz“).“
Die älteste Abbildung ist auf einem Siegel aus dem Jahr 1338 zu finden.

## Bischöfe und Persönlichkeiten
Über 50 Verdener Bischöfe finden sich auf der Liste der Bischöfe von Verden. Oft standen sie neben dem Bistum Verden auch anderen, meist benachbarten Diözesen vor. Daneben stehen eine ganze Reihe von Domherren und Theologen in Verbindung mit dem Bistum Verden.
- Johann von Münchhausen († 1572), Bischof von Kurland und Ösel-Wiek, Domherr in Verden.
- Johann Bornemacher († 1526), lutherischer Prediger, als Ketzer im altgläubigen Bistum Verden unter Erzbischof Christoph verbrannt.
- Eilard von der Hude (1541–1606), Chronist und Dichter, Dekan des Kollegiatstifts St. Andreas in Verden.
- Johannes Arnoldi (1596–1631), Jesuitenpater und katholischer Märtyrer, wurde in Visselhövede von unbekannt gebliebenen Tätern ermordet.
- Margarethe Sievers (1601–1617), verurteilte Hexe aus Verden, eine von 80 Frauen und 9 Männern, die zwischen 1517 und 1683 in die Hexenverfolgung des Bistums und seines Nachfolgestaates gerieten.
- Heinrich Rimphoff (1599–1655), Pastor primarius, war ab 1638 am Dom zu Verden. Unter der dänischen Administration ab 1642 Superintendent, im Rahmen der unter den Schweden eingerichteten lutherischen Generaldiözese Bremen-Verden 1651 zum Konsistorialrat über das Herzogtum Verden ernannt.